# 山内得立
山内 得立（やまうち とくりゅう、1890年6月12日 - 1982年9月19日）は、日本の哲学者。京都学派の哲学者。文化功労者。京都大学名誉教授。元京都学芸大学学長。西田幾多郎の弟子の一人。形而上学者として比較哲学の著しい貢献。主書は『ロゴスとレンマ』(1974)である。

## 人物
奈良県生まれ。旧姓中川。京都帝国大学で西田幾多郎に師事した後、ドイツのフライブルク大学に留学しエトムント・フッサールとマルティン・ハイデッガーに師事。留学中に左右田喜一郎の推薦により東京商科大学（後の一橋大学）助教授に就任。後に京都大学教授等を歴任。蔵書や自筆ノートは山内文庫として一橋大学附属図書館に収められている。
著書『旅する人－ 芭蕉にふれて』では、人間の特性としてホモ・サピエンス（知る人）、ホモ・ファーベル（作る人）、ホモ・ヴィアトゥール（旅する人）を提唱した。

## 弟子
弟子や教え子に馬場啓之助、太田可夫、高橋長太郎、藤井義夫、坂田太郎、小島慶三、国分敬治、山田晶、梅原猛がいる。

## 家族・親族
長女の美穂子（1935年生まれ。京都大学文学部卒、同大学院修了）は塩野谷祐一（経済学者、文化功労者、一橋大学名誉教授）の妻。

## 『ロゴスとレンマ』
山内はアリストテレスの形式論理（即ち、同一律・矛盾律・排中律）と龍樹のテトラレンマ（肯定、否定、肯定と共に否定、肯定でもなく否定でもない、という四段階の思考方式）の包含的な超越を行うため、独自のテトラレンマの形（肯定、否定、肯定でもなく否定でもない、肯定と共に否定である、という形）と構成（仏教の二諦論を取り扱った構造）を構築しようとした。
このようにして文献学的な方法と哲学的な思考を合わせ、東西の哲学・思想（特にインドの仏教思想とその漢訳、そしてヨーロッパの哲学）を比較しながら、彼は、古代ギリシャから未解決のまま続く哲学の根本的問題の一つを解決しようとした。その問題とは、所謂因果性のアポリアである。この意図を達成するために、仏教思想を参照し、「縁起」（pratītya-samutpāda）の概念を使用した。
日本で木岡伸夫をはじめ、中沢新一などが『ロゴスとレンマ』を参照し、山内哲学を取り上げた。『ロゴスとレンマ』は海外でも評価され、2020年に仏訳された。オギュスタン・ベルクも自分の考える「風土学」を強化するために山内哲学を参考にした。

## 経歴
- 1914年 京都帝国大学文科大学哲学科卒業
- 1917年 京都高等工芸学校（現：京都工芸繊維大学）教授。
- 1920年 フライブルク大学留学
- 1921年 東京商科大学（現：一橋大学）助教授。
- 1925年 同教授。
- 1929年 京都帝国大学文学部講師（哲学哲学史第4講座）
- 1930年 文学博士号取得（「認識ノ存在論的基礎」）
- 1931年 京都帝国大学文学部教授（哲学哲学史第4講座）。東京商科大学教授併任（ - 1943年）
- 1947年 哲学哲学史第1講座教授に転任。
- 1953年 京都大学定年退官、京都学芸大学(現：京都教育大学)学長、京都大学名誉教授
- 1961年 龍谷大学教授

## 栄典
- 1965年 勲二等旭日重光章受章
- 1973年 京都市名誉市民[15]
- 1974年 文化功労者
- 1982年 叙正三位

## 著書
- 『現象学叙説』 岩波書店 1929
- 『存在の現象形態』 岩波書店 1930
- 『体系と展相』 弘文堂 1937
- 『社会的実践』 長坂利郎 1937
- 『人間のポリス的形成』 弘文堂 1939（教養文庫）
- 『ノモスから運命へ』 長坂利郎 1939
- 『ギリシアの哲学』 上中 弘文堂 1944-47。下記が続編
- 『西洋文化の三原理』 生活社 1946
- 『実存の哲学』 全国書房 1948
- 『存在論史』 角川書店 1949（哲学選書）
- 『生成・創造・形成 三つの林檎』 弘文堂 1950
- 『実存と人生の書』 創芸社 1952
- 『実存と所有』 岩波書店 1953
- 『新しい道徳の問題点』 理想社 1958
- 『ギリシアの哲学』 第3・4・5 弘文堂 1960
- 『旅する人』 理想社 1963（人生論ブックス）
- 『実存と人生』 理想社 1965（人生論ブックス）
- 『実存の哲学』 理想社 1965（哲学全書）
- 『意味の形而上学』 岩波書店 1967
- 『ロゴスとレンマ』 岩波書店 1974
  - Yamauchi, Tokuryû, Logos et Lemme. Pensée occidentale, pensée orientale, traduit et commenté par Augustin Berque (avec le concours de Romaric Jannel), CNRS Éditions, 2020[16]
- 『随眠 遺墨集』 燈影舎 1983
- 『旅する人－ 芭蕉にふれて』 「燈影撰書11」燈影舎 1987
- 『随眠の哲学』 岩波書店 1993
  - 新版「京都哲学撰書 第22巻」燈影舎 2002。梅原猛解説

## 翻訳
- 認識の対象 リッケルト 中川得立（旧姓）訳、岩波書店 1916年、改訳 岩波文庫 1927年、復刊1988年。